# Malick Reinhard
Pour les articles homonymes, voir Touré et Reinhard.
Malick Reinhard, anciennement Malick Touré-Reinhard, est un journaliste, producteur de télévision, animateur de radio et chroniqueur suisse né le 5 mars 1999 à Lausanne.
Il s'est spécialisé dans le traitement médiatique et la visibilité des questions liées au handicap, étant lui-même directement concerné, et les sujets musicaux.

## Biographie

### Famille, études et profession
Fils d'un père guinéen et d'une mère suisse, Malick Reinhard se passionne très tôt pour les médias. À peine en âge d'être scolarisé, il invente, avec l'aide de sa grand-mère, son « propre journal » qu'il tente désespérément de vendre à ses parents.
En 2012, il cofonde et anime Check Hits, une webradio généraliste et associative. Parallèlement, il est refusé à l'École romande d'arts et communication (ERACOM), car jugé « non rentable » par l'assurance-invalidité. Il tente alors à devenir journaliste par « ses propres moyens »[réf. nécessaire].
En décembre 2013, à l’occasion du Téléthon, il interviewe le professeur Laurent Bernheim, de la Faculté de médecine de Genève, sur le plateau de la télévision régionale La Télé. Il est remarqué et devient chroniqueur pour la chaîne durant deux saisons.

### Parcours journalistique
Dès l'été 2015, il effectue un stage en journalisme et communication au sein de la plateforme cross-media BeCuriousTV pendant dix mois. L’expérience prend fin en juin 2016, la chaîne subissant de lourdes restructurations.
Le 18 septembre 2016, il fonde le webzine Slash Média,. Le site est composé d'articles réalisés par une dizaine de jeunes et à destination de la jeunesse,, traitant de sujets tels que la culture, les festivals, la technologie et les thématiques de société,. Slash Média s'arrête le 1er septembre 2019 « pour des raisons de budget et d’essoufflement de ses rédacteurs bénévoles »,.
En juin 2021, il collabore en tant que chroniqueur pour l'antenne romande du quotidien Blick,, titre où il rédige « Jamais mieux servi que par soi-même », une chronique hebdomadaire qui « pointe du doigt la maladresse des "valides" face au handicap ». Un an plus tard, il met un terme à celle-ci, en expliquant vouloir « faire son travail de journaliste de la même façon que tous les autres », en abordant d'autres sujets. Il continue cependant à travailler pour le Blick jusqu'en septembre 2022[réf. nécessaire].
En parallèle, il collabore, dès l'été 2021[réf. nécessaire], avec la station de radio publique RTS Option Musique, pour laquelle il produit l'émission « Mômifié » qui interroge les enfants sur leur rapport à la musique de leurs parents et grands-parents, et depuis le printemps 2023 avec le journal Le Temps.

## Vie privée
Il est atteint d'une forme rare de myopathie, l'amyotrophie musculaire spinale de type 2,,,. En novembre 2019, dans une interview pour le média numérique de la Radio télévision suisse Tataki, il explique ne plus vouloir témoigner publiquement sur la myopathie. « Aujourd’hui, les médias ne me donnent la parole qu’à propos de mon handicap. […] Le jour où nous réussirons à donner la parole à des personnes différentes pour autre chose que leur différence, alors nous aurons réussi », explique-t-il.
En septembre 2019, Malick Touré-Reinhard devient Malick Reinhard sur l'ensemble de ses réseaux sociaux.
Il est en couple depuis 2019.